# ラウリ・ヴィルタネン
ラウリ・ヴィルタネン（Lauri Johannes Virtanen、1904年8月3日 - 1982年2月9日）は、フィンランドの陸上競技選手である。彼は1932年に開催されたロサンゼルスオリンピックで2個の銅メダルを獲得した。

## 経歴
長距離種目の選手として、1932年のロサンゼルスオリンピックに出場した。5000メートル走では14分44秒0の記録で、フィンランドのラウリ・レーティネン、アメリカのラルフ・ヒルに次いで銅メダルを獲得した。
10000メートル走でも、30分35秒0の記録で、ポーランドのヤヌス・クソチンスキー、フィンランドのボルマリ・イソ＝ホロに次いで銅メダルを獲得した。
この大会ではマラソンにも出場したが、途中で棄権している。
オリンピック以外の主要大会では、1934年に開催された第1回ヨーロッパ陸上競技選手権大会の5000メートル走で4位になった経験がある。
なお、彼の弟であるエイノ・ヴィルタネン（1908年8月19日 - 1980年12月3日）は、1936年ベルリンオリンピックのレスリンググレコローマンスタイルウェルター級で銅メダルを獲得している。